# 바다의 집

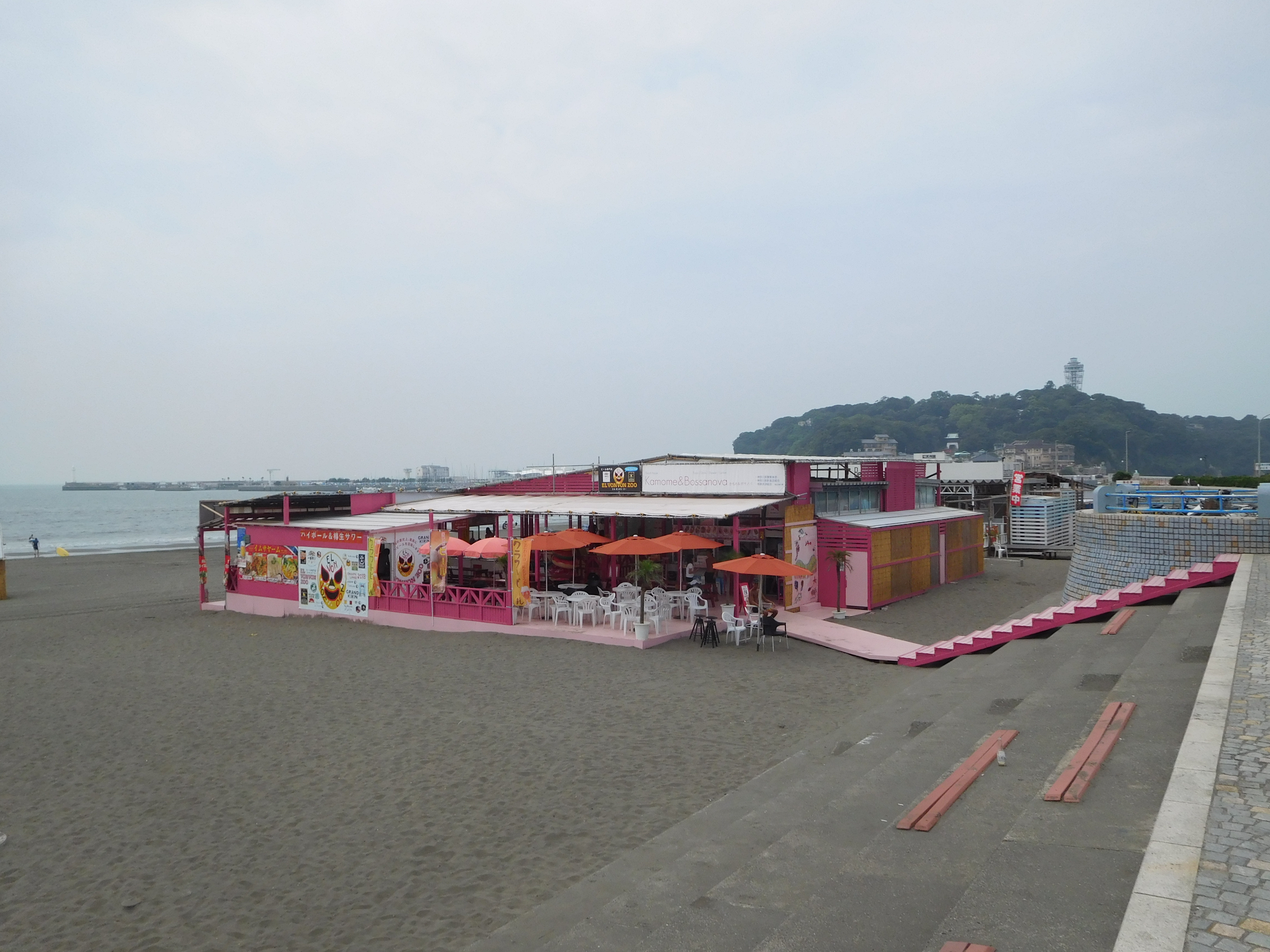
바다의 집

바다의 집(일본어: 海の家)은 일본에 존재하는 시설 중 하나로, 바다를 따라 지어진 시설이나 점포를 말한다.  
영업 형태는 크게 두 가지가 있는데, 해수욕 시즌과 함께 임시 오두막을 지어 영업하고 일정 기간 후 철거하는 형태와, 다른 하나는 계절에 상관없이 일년 내내 유지하는 형태가 있다. 후자는 여름에 연간 수익을 많이 얻는 한편, 다른 계절에도 다양한 이벤트에 사용되는 경우가 있으며, 또한 날짜 및 시간을 제한하고 레스토랑 · 식당으로 영업하는 경우도 있다.

## 특징
탈의실, 휴식 공간, 샤워 등 해수욕에 필요한 편의를 도모함과 동시에 식사 등도 제공한다. 일반적으로 탈의실, 휴식 공간, 샤워 등을 이용하는 경우 시설 이용료로 1인당 1 일 500 엔 - 2,000 엔 정도를 징수한다. 음식만 파는 점포도 많다.           

## 만화 등에서의 취급
- 만화나 애니메이션에서 바다의 집은 종종 등장인물의 여름 아르바이트 장소로 등장하거나 등장인물 간의 연애 장소로 등장한다.
- 아베 마사히로의 「 침략! 오징어 소녀 」의 주요 무대로 등장한다.